# Czerwony księżyc
Czerwony księżyc (wł. Luna rossa) – włoski dramat kryminalny z 2001 roku w reżyserii Antonia Capuano. Zdjęcia kręcono w Neapolu.
Obraz brał udział w konkursie głównym o nagrodę Złotego Lwa podczas 58. MFF w Wenecji.

## Fabuła
Film opowiada o historii skruszonego członka włoskiej mafii, będącą nowoczesną interpretacją antycznej Orestei Ajschylosa.

## Obsada
- Carlo Cecchi jako Antonino
- Licia Maglietta jako Irene
- Toni Servillo jako Amerigo
- Italo Celoro jako Tony
- Domenico Balsamo jako Oreste
- Antonia Truppo jako Orsola
- Antonino Iuorio jako Egidio
- Lucia Ragni jako Rita
- Susy Del Giudice jako Elena
- Angela Pagano jako Mariella
- Antonio Pennarella jako Libero
- Stefania De Francesco jako żona Libera
- Luca Riemma jako Frank[1]